# Othmar Huber (Radsportler)
Othmar Huber ist ein ehemaliger Schweizer Radrennfahrer.

## Sportliche Laufbahn
Huber war Strassenradsportler. Er war mehrere Jahre lang Mitglied der Schweizer Nationalmannschaft der Amateure. 1969 wurde er Dritter in der Stausee-Rundfahrt Klingnau. Huber bestritt das britische Milk Race, die Rheinland-Pfalz-Rundfahrt und die Internationale Friedensfahrt. In der Friedensfahrt 1971 schied er nach einem Sturz aus. 1971 siegte er im Grand Prix de Lancy vor Bruno Hubschmid.